# Tour des Flandres 1978
Le Tour des Flandres 1978 est la 62e édition du Tour des Flandres. La course a lieu le 9 avril 1978, avec un départ à Saint-Nicolas et une arrivée à Meerbeke sur un parcours de 260 kilomètres. 
Le Belge Walter Godefroot s'impose au sprint devant ses compagnons d’échappée, le Belge Michel Pollentier et l'Allemand Gregor Braun,. C'est la deuxième victoire de Godefroot après l'édition 1968.

## Classement final
|    | Coureur                | Pays      | Équipe                    | Temps           |
| -- | ---------------------- | --------- | ------------------------- | --------------- |
| 1  | Walter Godefroot       | Belgique  | IJsboerke-Gios            | 6 h 12 min 00 s |
| 2  | Michel Pollentier      | Belgique  | Flandria-Velda            | m.t.            |
| 3  | Gregor Braun           | Allemagne | Peugeot-Esso              | m.t.            |
| 4  | Jos Jacobs             | Belgique  | IJsboerke-Gios            | + 50 s          |
| 5  | Jean-Luc Vandenbroucke | Belgique  | Peugeot-Esso              | m.t.            |
| 6  | Herman Van Springel    | Belgique  | Marc Zeepcentrale-Superia | m.t.            |
| 7  | Francesco Moser        | Italie    | Sanson                    | m.t.            |
| 8  | Freddy Maertens        | Belgique  | Flandria-Velda            | m.t.            |
| 9  | Walter Planckaert      | Belgique  | C&A                       | m.t.            |
| 10 | Roger De Vlaeminck     | Belgique  | Sanson                    | m.t.            |